# Fenología

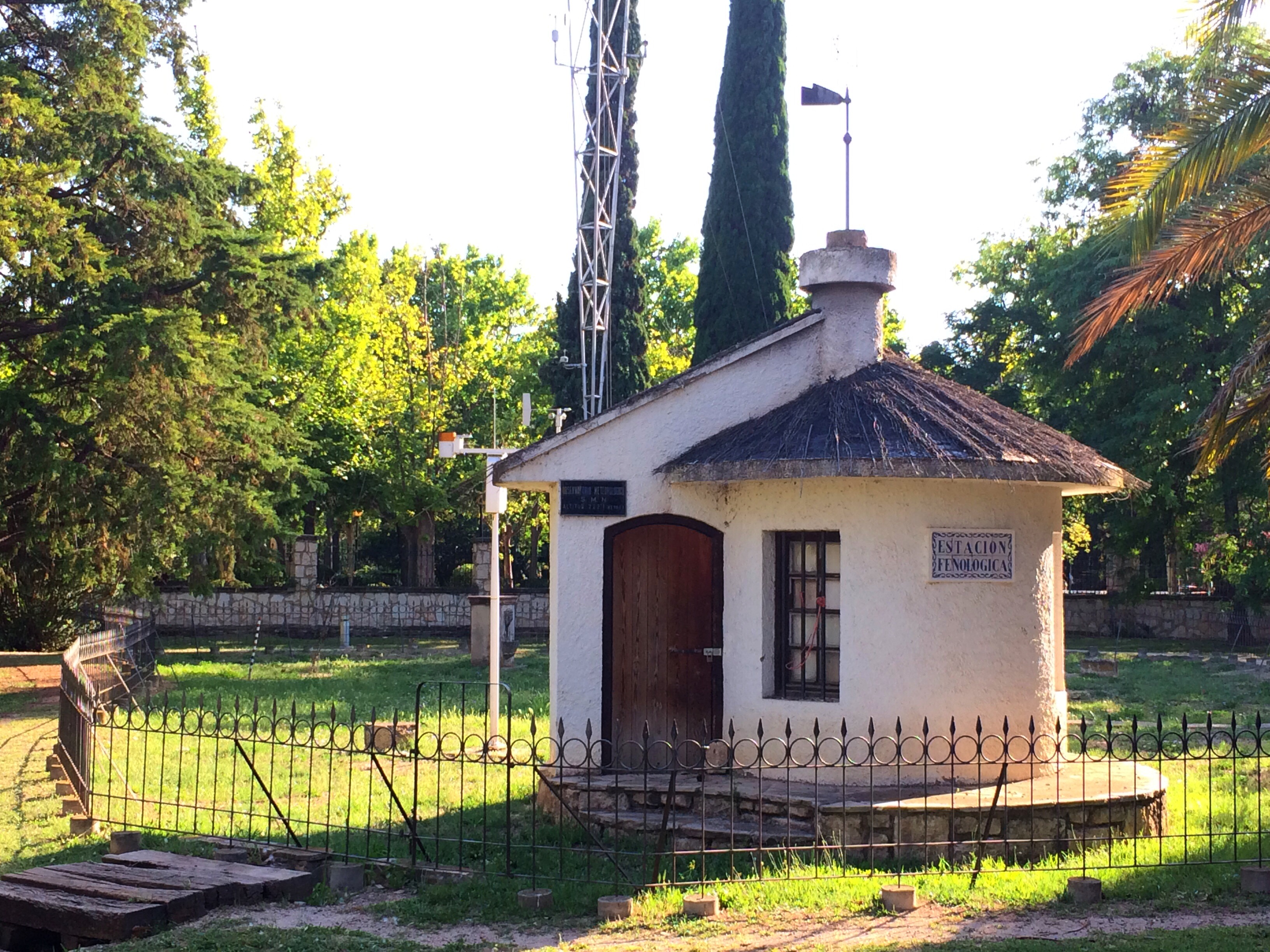
Estación Fenológica en el Jardín Botánico de Zaragoza.

La fenología es la ciencia que estudia la relación entre los factores climáticos y los ciclos de los seres vivos. Por ejemplo, en España, se realiza el seguimiento del primer avistamiento anual de algunas aves migratorias como la golondrina común (Hirundo rustica).
Otra definición de fenología es la ciencia que comprende el estudio y la observación de los estadios de desarrollo reproductor y vegetativos de plantas y animales en relación con los parámetros ambientales.

## Historia
Si bien existen registros escritos sobre observaciones fenológicas que datan de miles de años, por ejemplo sobre la floración del cerezo en la corte real de Kioto hacia el año 705 a. C., las primeras observaciones sistemáticas continuadas de eventos fenológicos no se registran hasta el siglo XVIII.
La primera vez que se utilizó el término en registros escritos fue en 1853 por el botánico belga Charles Morren en su texto Souvenirs phénologiques de l’hiver. Morren definió la fenología como "la ciencia cuyo objetivo específico es conocer las manifestaciones de la vida que están regidas por el tiempo". El término fue divulgado en España en 1953 por Pius Font i Quer, que actualizó la definición como el estudio de los aspectos que se suceden en el desarrollo de una especie, dependiendo de su propia idiosincrasia y del ciclo de dinamismo del medio, sobre todo del ciclo climático.

## Metodología y datos
Las estaciones fenológicas suelen estar anexas a los  observatorios meteorológicos, usan datos suministrados por voluntarios, o en centros especializados como es el caso de las "Estaciones Experimentales Agropecuarias" del INTA de Argentina.
La obtención de datos fenológicos requiere el seguimiento de una metodología determinada. De manera generalizada todos los métodos de seguimiento fenológico se basan en la asignación de una clave a cada estado de desarrollo fenológico, que varía a medida que avanza el ciclo natural. La BBCH es una de las escalas fenológicas estandarizadas más comunes a nivel mundial.
La escala BBCH es un sistema para una codificación uniforme de identificación fenológica de estadios de crecimiento para especies de angiospermas desarrollado por Zadoks et al. (1974). Cada etapa en esta escala fenológica representa un estado secuencial en la evolución de las yemas que dan lugar a brotes, por un lado, y a flores hasta la formación de frutos por otro.
La recopilación de datos de series de muchos años pueden contribuir a una mejora de la gestión de productividad de los cultivos y junto con ello establecer sus potenciales productivos. En el caso de especies silvestres constituye también un aviso sobre cambios climáticos, abundancia de especies, estado sanitario, etc.

## Aplicaciones
La fenología posee múltiples aplicaciones bien conocidas para ciencias naturales, agronomía, ciencias forestales, salud humana, logística y transportes o turismo entre otros campos; pero recientemente se ha incrementado considerablemente el interés que suscita, principalmente debido a que el cambio del clima que se viene observando de manera generalizada durante las últimas décadas está provocando una clara respuesta en plantas y animales. Algunos trabajos demuestran que la expresión fenológica es un excelente bioindicador de los efectos del cambio climático; pero además, recientemente,[¿cuándo?] los datos fenológicos han tomado un valor añadido debido a su utilidad como calibradores y evaluadores de la información de satélite NDVI o por su importancia como variable ecológica.

## Fenología en plantas
La fitofenología es la parte de la fenología que estudia cómo afectan las variables meteorológicas a las manifestaciones temporales periódicas o estacionales de las plantas como la floración (desde la formación de botones, desarrollo, antesis y fecundación), aparición  de frutos y su maduración, caída de hojas y dormancia.

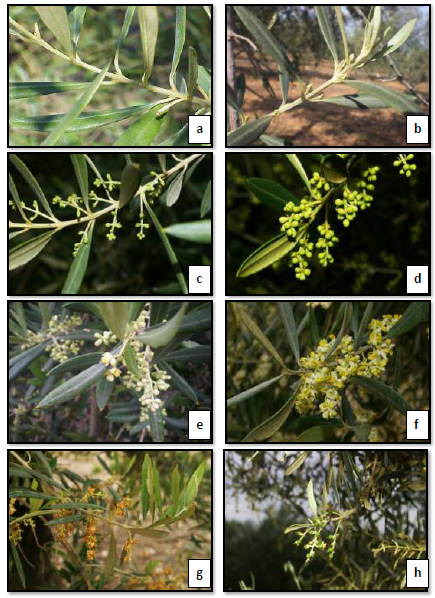
Desarrollo fenológico de la floración del olivo. Según la escala fenológica estandarizada de la BBCH, las figuras se corresponden con las siguientes fenofases: a-50, yema en reposo; b-51, salida de la dormancia; c-54, formación del botón floral; d-57, diferenciación de la corola; e-61, inicio de la floración (<15% de flores abiertas); f-65, plena floración (>15% de flores abiertas); g-67, fin de la floración (<15% de flores abiertas); h-68, crecimiento ovárico y caída de pétalos.

El estudio de la fenología en cualquier planta tiene especial interés por su relación con el clima en general, y el microclima en particular, en el que se desarrolla la planta, actuando en este caso como un indicador biológico del mismo. También desde el punto de vista agronómico sirve de guía en las diversas actuaciones que se realizan sobre una planta cultivada, como pueden ser los tratamientos fitosanitarios, las podas, etc. Esta variable es muy útil para conocer la adaptación de una planta a condiciones distintas de las originales.
La fenología secuencial subdivide el desarrollo de un taxón biológico en secciones identificables a lo largo del tiempo, y estas subdivisiones son conocidas con el nombre de fenofases, cuya sucesión en el tiempo se utiliza para monitorizar diversos aspectos del desarrollo estacional en la vegetación. A través de las observaciones fenológicas efectuadas directamente sobre el individuo, se hace posible la cuantificación de la evolución de la fenología de una especie en forma de tendencia fenológica.
Ha de tenerse en cuenta a efectos comparativos que las diferentes variedades de plantas pueden tener ciclos completos en períodos de tiempo también diferentes.

## Fenología en insectos

### Estudios genéticos de la fenología en insectos.
Se ha demostrado que la variación en uno o unos pocos genes reguladores clave, puede servir como sustrato genético para las innovaciones fenotípicas que promueven la adaptación local de la fenología en los insectos. Las funciones reguladoras de estos genes, permiten la activación o reducción del desarrollo de los organismos permitiéndoles una adaptación a los cambios estacionales y a los entornos cambiantes. Los loci asociados funcionalmente con la detección de la duración del día o fotoperiodismo, son un ejemplo de adaptación estacional a través de la variación monogénica, o mediada solo por unos pocos loci de efectos importantes.
Sin embargo, existe evidencia de que una variación poligénica más compleja puede ser la base de la variación adaptativa de la fenología. Por ejemplo, un estudio de 2020 explica como la variación en muchos loci de efecto pequeño puede influir en la variación permanente de los insectos en momentos en los que se producen cambios importantes como la duración de la diapausa. Modificaciones poligénicas en este periodo determinan la evolución de los insectos ya que estos cambios afectan a eventos posteriores importantes como la emergencia de los adultos y la madurez reproductiva de los mismos.

## Redes fenológicas en España
En España existen dos grandes redes de estudios fenológicos. La más antigua y de mayor magnitud coordinada por la Agencia Estatal de Meteorología, cuyos datos son mayoritariamente registros de campo aportados por voluntarios. La segunda red es la Red Española de Aerobiología, la cual realiza un muestreo científico rutinario de las partículas biológicas del aire en todo el territorio nacional considerados registros fenológicos de alta calidad y, en menor medida, también registra mediciones fenológicas de campo.